# Zhemu
Zhemu (kinesiska: 柘木镇, 柘木) är en köping i Kina. Den ligger i den autonoma regionen Guangxi, i den södra delen av landet, omkring 340 kilometer nordost om regionhuvudstaden Nanning. Antalet invånare är 20679. Befolkningen består av 10 105 kvinnor och 10 574 män. Barn under 15 år utgör 15,0 %, vuxna 15-64 år 75 %, och äldre över 65 år 8,0 %.
Genomsnittlig årsnederbörd är 2 379 millimeter. Den regnigaste månaden är juni, med i genomsnitt 483 mm nederbörd, och den torraste är oktober, med 58 mm nederbörd.